# Ballade số 2 (Chopin)
Ballade số 2 cung Fa trưởng, Op. 38 là một bản ballade dành cho piano độc tấu của nhà soạn nhạc Frédéric Chopin, được viết và hoàn thành năm 1839. Bản ballade thường được biểu diễn trong khoảng thời gian từ sáu đến tám phút.

## Lịch sử
Chopin bắt đầu soạn những ý tưởng đầu tiên về bản Ballade, từ năm 1836. Trong suốt khoảng thời gian mùa đông ở Majorca cùng với người tình, George Sand, bản ballade là một trong những ý tưởng chưa được hoàn thành mà Chopin mang theo trong mình. Chopin hoàn thành tác phẩm của mình vào năm 1838, cùng với một lá thư có đề cập đến việc bản Ballade đã hoàn thành. Trong một bức thư gửi ngày 22 tháng 1, 1839, đến người bạn thân của mình, Julian Fontana, Chopin viết rằng: "Cậu sẽ sớm nhận được bản Ballade [cung Fa trưởng], Polonaises [cung La giáng trưởng và cung Đô thứ] và một bản Scherzo".
Chopin đã đề tặng bản Ballade số 2 này cho Robert Schumann, người đã đề tặng ông bản Op. 16, Kreisleriana. Trong nhật ký của mình vào Tháng 10, 1840, Schumann viết rằng: "Một bản Ballade mới của Chopin đã xuất hiện. Bản Ballade này được đề tặng cho tôi. Nó mang lại cho tôi một niềm vui lớn hơn việc tôi nhận được một yêu cầu sáng tác từ một người cầm quyền nào đó".

## Cấu trúc

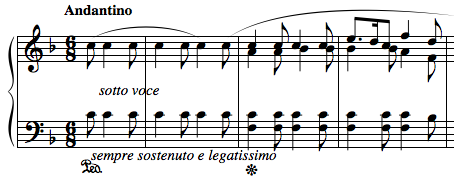
Phân đoạn mở đầu của bản Ballade số 2.

Phần mở đầu diễn ra lặng lẽ, với một chủ đề bình yên, bằng át âm của cung Fa trưởng, những nốt Đô lặp đi lặp lại ở cả tay trái và tay phải. Sau đó, sự tiến triển diễn ra nhanh chóng với sự xuất hiện của giai điệu du dương, đi kèm với chỉ dẫn sotto voce (chơi một cách lặng lẽ), trước khi chuyển sang cung thứ một cách lạ lẫm khi giai điệu chuyển dịch dần từ cung Fa trưởng sang La thứ, thay vì sang cung Rê thứ, giọng song song với Fa trưởng. Kể từ thời điểm đó, hai giọng Fa trưởng và La thứ thay phiên nhau kể những câu chuyện của mình, như đến từ hai thế giới khác nhau. Phần mở đầu kết thúc với sự lắng mờ dần, tạo nên bởi chỉ dẫn smorzando, và những nốt La lặp đi lặp lại ở tay phải.

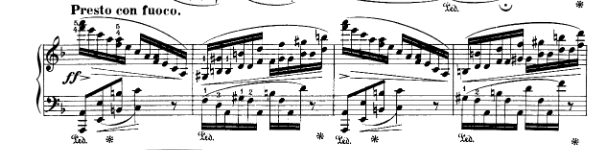
Một phân đoạn khác của Ballade, bắt đầu với chỉ dấu presto con fuoco.

Phân đoạn tiếp theo của bản ballade, đối nghịch với phần mở đầu, bùng nổ, phá vỡ đi sự bình lặng bằng chỉ dẫn presto con fuoco (rất nhanh, với một cảm xúc bốc lửa). Thay vì phân đoạn tiếp theo được chơi bằng cung thứ song song, Fa thứ, phân đoạn tiếp diễn bằng sự lặp lại của cung La thứ được biểu diễn ở phần mở đầu. Một học giả nghiên cứu về Chopin, Frederick Niecks viết rằng: "Phần mở đầu của presto... có vẻ không phù hợp với phần trước, nhưng những gì chúng ta nghe thấy sau đó... biện minh cho sự hiện diện của presto". Sự đan xen, lẫn va chạm của hai chủ đề đối nghịch, lặng yên và bùng nổ, quyết định diễn tiến, màu sắc của toàn bộ bản ballade. Sự thay đổi của những chủ đề bình yên là một đặc trưng điển hình trong cách phát triển chủ đề của những bản ballade của Chopin. Ở bản ballade này, sự thay đổi mang tính mạnh mẽ và bùng nổ hơn.
Bản nhạc nhanh chóng trở lại nhịp độ và phong cách ban đầu, và giai điệu đầu tiên được phát triển thêm. Ở đây, Chopin kết hợp các biến thể trên giai điệu không có trong phần mở đầu của bản nhạc. Sự phát triển này tiến triển cho đến khi chủ đề presto con fuoco quay trở lại và trở nên vắn tắt. Lần này, chủ đề quay trở lại ấy cũng được phát triển thêm trước khi kết thúc một cách đột ngột.
Cuối cùng, kết thúc đột ngột ấy xuất hiện với sức mạnh nguyên tố – một thế lực mới, một chủ đề mới... chủ đề cuối cùng, quay trở lại với cung Fa trưởng. Tuy nhiên, bản Ballade ấy lại không kết thúc bằng cách quay về cung Fa trưởng. Ở những ô nhịp cuối cùng, sau khi các yếu tố dữ dội đã lắng xuống, mô típ siciliana được phát triển với một thanh âm nhỏ nhẹ với chỉ dẫn pianissimo, giống như một tiếng vọng xa xôi, như thể tiếng vọng ấy đến từ một thế giới khác. Chủ đề Fa trưởng ban đầu sau đó được lặp lại một lần nữa, nhưng bây giờ, được phát triển ở giọng La thứ (xuất hiện ở phần presto con fuoco), và bản nhạc lắng mờ dần. Và như Schumann đã lưu ý, sự cộng hưởng, lặp lại của chủ đề mở đầu, ở phân đoạn kết thúc này không xuất hiện ở cung gốc (Fa trưởng) mà ở cung thứ hai, cung 'ngoại lai' đó – cung La thứ.

## Đánh giá
Trong một bài đánh giá về bản Ballade, đi kèm với 2 bản Nocturnes, Op. 37 và Waltz cung La giáng trưởng, Op. 42, Schumann viết riêng về bản Ballade số 2 của Chopin, rằng:
"Chúng ta phải hướng sự chú ý đến bản ballade như một tác phẩm đáng chú ý nhất. Chopin đã viết một tác phẩm cùng tên [ở cung Sol thứ] - như một trong những tác phẩm hoang dã và độc đáo nhất của ông; tác phẩm mới thì khác - như một tác phẩm nghệ thuật kém hơn tác phẩm đầu tiên, nhưng cũng tuyệt vời và sáng tạo như nhau. Những đoạn đầy nhiệt huyết của nó dường như đã được chèn vào sau đó. Tôi nhớ rất rõ rằng khi Chopin chơi bản ballade ở đây, nó kết thúc ở cung Fa trưởng; bây giờ nó kết thúc ở cung La thứ. Vào thời điểm đó, anh ấy cũng đề cập rằng một số bài thơ của Mickiewicz đã gợi ý cho anh ta về bản ballade của mình. Mặt khác, một nhà thơ có thể dễ dàng được truyền cảm hứng để tìm nên lời ca cho bản nhạc của mình".— Robert Schumann

Một số nhà phê bình âm nhạc, và nhạc sĩ, bao gồm cả Schumann, đánh giá tác phẩm này thể hiện ít sự tinh xảo hơn bản Ballade số 1 của ông.
Một số nhà phê bình cho rằng bản Ballade số 2 của Chopin rất có thể lấy cảm hứng từ bài thơ Świtezianka, bài thơ về nữ thần của con hồ Świteź (hồ Sviciaz', ngày nay thuộc Belarus), của đại thi hào Adam Mickiewicz, mặc dù nó không có căn cứ, và đôi khi bản Ballade số 3 của Chopin cũng được cho là lấy cảm hứng từ bài thơ này.